# Stapafell
Stapafell är ett berg i republiken Island. Det ligger i regionen Västlandet, 110 km nordväst om huvudstaden Reykjavík. Toppen på Stapafell är 521 meter över havet.
Närmaste större samhälle är Ólafsvík, omkring 14 kilometer norr om Stapafell. Trakten runt Stapafell består i huvudsak av gräsmarker.